# معركة كورت هاوس سبوتسيلفانيا
معركة كورت هاوس سبوتسيلفانيا التي يُشار إليها أحيانًا بشكل أكثر بساطة باسم معركة سبوتسيلفانيا (أو تهجئة Spottsylvania من القرن التاسع عشر)، كانت ثاني أكبر معركة للفريق يوليسيس س. غرانت واللواء جورج ج. ميد في حملة أوفرلاند عام 1864 في الحرب الأهلية الأمريكية. وبعد معركة ويلدرنس الدموية ولكن غير الحاسمة، انسحب جيش غرانت من جيش الكونفدرالية بقيادة الفريق الأول روبرت إي لي وانتقل إلى الجنوب الشرقي، في محاولة لجذب لي إلى المعركة في ظل ظروف أكثر ملاءمة. جرت عناصر جيش لي جيش الاتحاد إلى مفترق طرق حاسم لكورت هاوس سبوتسيلفانيا في مقاطعة سبوتسيلفانيا في ولاية فيرجينيا، وبدأت بالتحصن. وحدث القتال متقطعًا من 8 مايو حتى 21 مايو من عام 1864، حيث جرب غرانت مخططات مختلفة لكسر خط الكونفدرالية. وفي النهاية كانت المعركة غير حاسمة من الناحية التكتيكية، لكن كلا الجانبين أعلنا النصر. وأعلن الكونفدراليون النصر لأنهم كانوا قادرين على الحفاظ على دفاعاتهم. وأعلنت الولايات المتحدة النصر لأن الهجوم الفيدرالي استمر وكبد جيش لي خسائر لا يمكن تعويضها. ومع ما يقرب من 32000 ضحية من كلا الجانبين، كانت سبوتسيلفانيا المعركة  الأكثر كلف في الحملة.
في 8 مايو حاول اللواءان غوفيرنور ك. وارن وجون سيدغويك من جيش الاتحاد دون جدوى طرد الكونفدراليين بقيادة اللواء ريتشارد إتش أندرسون من لوريل هيل، وهو الموقع الذي كان يمنعهم من دخول كورت هاوس سبوتسيلفانيا. وفي 10 مايو أمر غرانت بشن هجمات عبر الخط الكونفدرالي للأعمال الترابية، والذي امتد وقتها على مدى 4 أميال (6.4 كم)، بما في ذلك الممر المعروف باسم مول شو. وعلى الرغم من أن قوات الاتحاد فشلت مرة أخرى في لوريل هيل، إلا أن محاولة هجوم مبتكرة شنها العقيد إموري أبتون ضد مول شو أظهرت نتائج واعدة.
استخدم غرانت أسلوب هجوم أبتون على نطاق أوسع بكثير في 12 مايو عندما أمر 15000 رجل من سلاح اللواء وينفيلد سكوت هانكوك بمهاجمة مول شو. وقد كان هانكوك ناجحًا في البداية، لكن القيادة الكونفدرالية احتشدت وصدت توغله. وكانت الهجمات التي شنها اللواء هوراشيو رايت على الحافة الغربية لمول شو، والتي أصبحت تُعرف باسم «الزاوية الدامية»، تضمنت ما يقرب من 24 ساعة من القتال اليائس بالأيدي، وهي من الأعنف في الحرب الأهلية. لم ينجح دعم هجمات وارن واللواء أمبروز برنسايد.
أعاد غرانت وضع خطوطه في محاولة أخرى لإشراك لي في ظل ظروف أكثر ملاءمة وشن هجومًا نهائيًا من قبل هانكوك في 18 مايو، ولكنه لم يحرز أي تقدم. كان الاستطلاع الساري الذي قام به الفريق الكونفدرالي ريتشارد إس. إيويل في مزرعة هاريس في 19 مايو فشلًا مكلفًا ولا طائل منه. وفي 21 مايو انسحب غرانت من الجيش الكونفدرالي وبدأ في الجنوب الشرقي مناورة أخرى لتحويل الجناح الأيمن للي، حيث استمرت حملة أوفرلاند وأدت إلى معركة آنا الشمالية.

## الخلفية

### الوضع العسكري
في مارس عام 1864 جرى استدعاء غرانت من الجبهة الغربية، وترقيته إلى رتبة فريق، وأعطي قيادة جميع جيوش الاتحاد. واختار جعل مقره مع جيش بوتوماك، على الرغم من أن اللواء جورج جي ميد ظل القائد الفعلي لذلك الجيش. وبقي اللواء ويليام تيكومسيه شيرمان في قيادة معظم الجيوش الغربية. ابتكر غرانت والرئيس أبراهام لينكون استراتيجية منسقة من شأنها أن تضرب قلب الكونفدرالية من اتجاهات متعددة، بما في ذلك الهجمات ضد لي بالقرب من ريتشموند في ولاية فيرجينيا، وفي وادي شيناندواه في فرجينيا الغربية، وجورجيا، وموبيل في ألاباما. وكانت هذه هي المرة الأولى التي يكون فيها لجيوش الاتحاد استراتيجية هجومية منسقة عبر عدد من الجبهات.
لم يكن هدف حملة غرانت هو العاصمة الكونفدرالية ريتشموند، ولكن هدفه كان تدمير جيش لي. ولطالما دافع لينكون عن هذه الاستراتيجية لجنرالاته، مدركين أن المدينة ستسقط بالتأكيد بعد خسارة جيشها الدفاعي الرئيسي. أمر غرانت ميد، «أينما ذهب لي، هناك ستذهب أيضًا». على الرغم من أنه كان يأمل بمعركة سريعة وحاسمة، كان غرانت مستعدًا لخوض حرب استنزاف. يمكن أن تكون الخسائر في صفوف الاتحاد والكونفدرالية عالية، لكن كان لدى الاتحاد موارد أكبر بكثير لاستبدال الجنود والمعدات المفقودة.
في 5 مايو بعد أن عبر جيش غرانت نهر رابيدان ودخل ويلدرنس في سبوتسيلفانيا، هوجم من قبل جيش فيرجينيا الشمالية التابع للفريق الأول الكونفدرالي روبرت إي لي. وعلى الرغم من أن لي لم يكن متفوقًا بالعدد، نحو 60,000 حتى 100,000 رجل، فقد قاتل رجاله بضراوة ووفر الغطاء النباتي الكثيف ميزة التخفي. وبعد يومين من القتال وسقوط ما يقرب من 29000 ضحية، كانت النتائج غير حاسمة ولم يتمكن أي من الجيشين من الحصول على الأفضلية.
أوقف لي تقدم غرانت، لكنه لم يستطع حمله على التراجع، وغرانت لم يستطع تدمير جيش لي. وفي ظل ظروف مماثلة اختار قادة الاتحاد السابقون الانسحاب إلى ما وراء راباهانوك، لكن غرانت أمر ميد بدلًا من ذلك بالتحرك حول الجناح الأيمن للي والاستيلاء على مفترقات الطرق المهمة في كورت هاوس سبوتسيلفانيا إلى الجنوب الشرقي، على أمل أنه من خلال التدخل بجيشه بين لي وريتشموند، يمكن أن يجذب الكونفدراليين إلى معركة أخرى في ميدان أكثر ملاءمة.

## القوى المتحاربة

### الاتحاد
اعتبارًا من 7 مايو بلغ إجمالي قوات اتحاد غرانت نحو 100,000 رجل. كانوا يتألفون من جيش بوتوماك، بقيادة اللواء جورج جي ميد، والفيلق التاسع (حتى 24 مايو رسميًا جزء من جيش أوهايو، يقدم تقاريره مباشرة إلى غرانت، وليس ميد). كانت الفيالق الخمسة:
- الفيلق الثاني، بقيادة اللواء وينفيلد إس هانكوك، بما في ذلك فرق اللواء ديفيد بي بيرني والعميد فرانسيس سي بارلو وجون غيبون وغيرشوم موت. (جرى إيقاف فرقة موت الرابعة في 13 مايو ووزعت ألويتها على فرق أخرى في الفيلق. وفي 18 مايو، شكلت فرقة رابعة جديدة مع تعزيزات من أفواج المدفعية الثقيلة من واشنطن العاصمة، تحت قيادة العميد روبرت أو. تايلر، المعروف بشكل غير رسمي باسم قسم تايلر للمدفعية الثقيلة).
- الفيلق الخامس، تحت قيادة اللواء غوفيرنور ك. وارن، بما في ذلك فرق العميد تشارلز غريفين، وجون ك روبنسون، وصامويل دبليو كروفورد، وليساندر كاتلر. (بعد إصابة روبنسون في 8 مايو، جرى حل فرقته الثانية مؤقتًا وتوزيع الألوية على الأقسام الأخرى في الفيلق).
- الفيلق السادس، بقيادة اللواء جون سيدغويك، بما في ذلك فرق العمداء هوراشيو ج. رايت، وتوماس إتش نيل، وجيمس ب. ريكيتس. (قُتل سيدغويك في 9 مايو وحل محله رايت. ثم تولى العميد ديفيد راسيل قيادة الفرقة الأولى التابعة لرايت).
- الفيلق التاسع، بقيادة اللواء أمبروز برنسايد، بما في ذلك فرق العمداء توماس ج. ستيفنسون، وروبرت ب. بوتير، وأورلاندو بي. ويلكوكس، وإدوارد فيريرو. (قُتل ستيفنسون في 10 مايو وحل محله العقيد دانيال ليجور في قيادة الفرقة الأولى ثم اللواء توماس كريتيندين).
- سلاح الفرسان، بقيادة اللواء فيليب إتش شيريدان، بما في ذلك فرق العمداء ألفريد ت. أ. توربرت، وديفيد مكم. جريج، وجيمس إتش. ويلسون. (خلال الفترة من 9 حتى 24 مايو، كان سلاح الفرسان التابع لشيريدان غائبًا في مهمة منفصلة ولم يشارك في العمليات حول كورت هاوس سبوتسيلفانيا).